# Pic del Montgrí

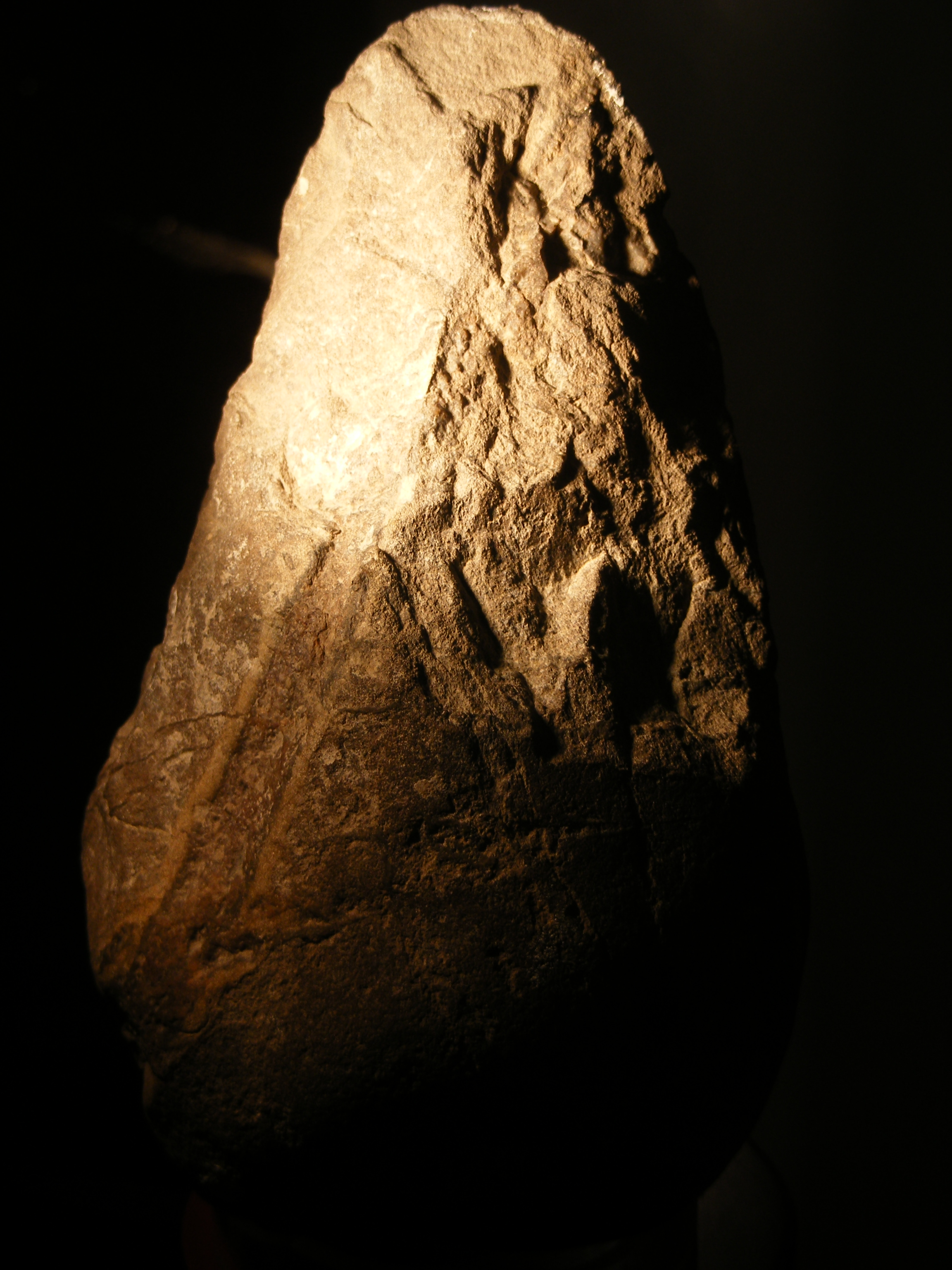
Pic del Montgrí

El pic del Montgrí fou un estri característic de les comunitats del massís del Montgrí, al Baix Empordà. Es tracta d'un còdol tallat per una cara i té forma de pic. Està exposat al Museu de la Mediterrània al nucli de Torroella. Va ser trobat a la dècada del 1920 al cau del Duc, una cova del massís situada al municipi de Torroella de Montgrí. Llavors, es creia que aquestes eines eren pròpies de pobles mariscadors del 10000 aC, que empraven el pic per partir el marisc i es va suposar que els habitants del Montgrí també ho eren. Més endavant, els investigadors van associar l'eina del Montgrí a una època més antiga, de fa 300.000 anys. Quan va ser batejat, als anys 70, es va fer amb el nom de pic del Montgrí. A partir de llavors, totes les eines acabades en forma de punta al món van rebre el nom de pic.